# Райт, Ричард (художник)
Ричард Райт (англ. Richard Wright; род. 1960, Лондон, Великобритания) — современный британский художник и музыкант, получивший Премию Тернера в 2009 году.

## Биография
Ричард Райт родился в 1960 в Лондоне, Великобритания. Его семья переехала в Шотландию, когда он был ребёнком. Ричард Райт посещал Эдинбургский колледж искусствсств в период с 1978 по 1982. Художник живет в Глазго. В 2009 Ричард Райт получил престижную Премию Тернера.

## Творчество
Ричард Райт украшает архитектурные пространства сложными геометрическими орнаментами при помощи краски и сусального золота. Его работы также включают графику. Произведения художника зачастую недолговечны, существуют только на протяжении выставки. Это часто воздействует на чувства зрителей, которые знают, что работа не может быть увидена в другом месте и в другое время.

## Персональные выставки
| - 2005 — Domaine de Kerguéhennec, Centre d’Art Contemporain, Bignan - 2005 — Gagosian Gallery, Нью-Йорк | - 2004 — Dundee Contemporary Arts, Dundee, Шотландия - 2002 — Kunstverein für die Rheinlande und Westfalen, Дюссельдорф | - 2001 — Projeckt Space, Tate Liverpool, Ливерпуль - 2000 — New Wall Drawing, Gagosian Gallery, Нью-Йорк - 1999 — Inverleith House, Эдинбург |